# John Tuigg

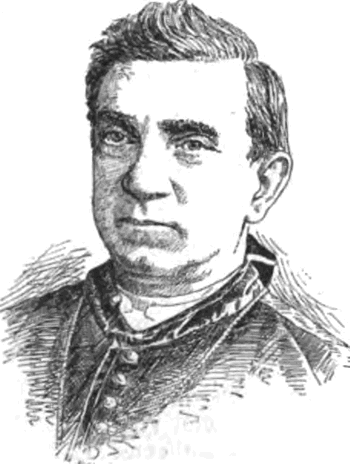
Bischof John Tuigg

John Tuigg (* 19. Februar 1821 in Donoughmore, County Cork, Irland; † 7. Dezember 1889 in Altoona, Pennsylvania, USA) war Bischof von Pittsburgh.

## Leben
John Tuigg besuchte das All Hallows College in Drumcondra. Im Dezember 1849 ging er auf Einladung von Bischof Michael O’Connor SJ in die Vereinigten Staaten. John Tuigg studierte Katholische Theologie und Philosophie am St. Michael’s Seminary in Pittsburgh. Er empfing am 14. Mai 1850 das Sakrament der Priesterweihe. Tuigg wurde Privatsekretär des Bischofs von Pittsburgh. Zudem war er Pfarrer der Pfarrei St. Bridget.
Am 11. Januar 1876 ernannte ihn Papst Pius IX. zum Bischof von Pittsburgh. Der Erzbischof von Philadelphia, James Frederick Bryan Wood, spendete ihm am 19. März desselben Jahres die Bischofsweihe; Mitkonsekratoren waren der Bischof von Allegheny, Michael Domenec CM, und der Bischof von Erie, Tobias Mullen. Am 3. August 1877 wurde John Tuigg zudem Apostolischer Administrator des Bistums Allegheny.